# Ghostlight
Ghostlight és una pel·lícula dramàtica estatunidenca del 2024 dirigida per Kelly O'Sullivan i Alex Thompson a partir d'un guió d'O'Sullivan. És protagonitzada per Keith Kupferer com un treballador de la construcció de mitjana edat que s'uneix inesperadament a la producció de Romeu i Julieta d'un teatre local. També hi participen Dolly de Leon, Katherine Mallen Kupferer, Tara Mallen, Hanna Dworkin, Tommy Rivera-Vega, Alma Washington, HB Ward, Dexter Zollicoffer, Deanna Dunagan i Francis Guinan. S'ha subtitulat al català.
La pel·lícula es va estrenar mundialment al Festival de Cinema de Sundance el 18 de gener de 2024 i va arribar als cinemes dels Estats Units el 14 de juny de 2024 amb la distribució d'IFC Films i Sapan Studio. Va rebre crítiques positives, amb elogis especials per a la interpretació de Kupferer, i va ser nomenada una de les 10 millors pel·lícules independents del 2024 per la National Board of Review. Als 40ns premis Independent Spirit, va ser nominada a la millor interpretació principal per a Kupferer, i al premi John Cassavetes.